# Кулиев, Ахмед Абдусейнович
Ахмед Абдусейнович Кулиев (род. 1 июля 1960, Смугул, Ахтынский район, Дагестанская АССР, РСФСР, СССР) — российский государственный и политический деятель. Глава города Дербента Республики Дагестан (2024—2025).

## Биография

### Образование
Имеет два высших образования. Окончил Горьковскую высшую школу МВД СССР, получив специальность юриспруденция, также окончил Дагестанский государственный технический университет, где учился на экономиста.

### Трудовая деятельность
Свыше 40 лет работал в органах внутренних дел. В разные годы он занимал должности начальника Управления по борьбе с экономическими преступлениями (УБЭП) и Управления по борьбе с организованной преступностью (УБОП) МВД по Республике Дагестан. В октябре 2014 года был назначен руководителем Центра противодействия экстремизму МВД Дагестана. В феврале 2017 года был назначен заместителем начальника полиции МВД Дагестана. 5 июня 2024 года был назначен исполняющим обязанности главы города Дербента. 23 июля 2024 года на 8-м заседании Собрания депутатов городского округа «город Дербент» по итогам открытого голосования всеми парламентариями избран главой города. 30 апреля 2025 года покинул должность главы Дербента, перейдя на работу в Правительство Дагестана.

## Награды и звания
- Орден Мужества
- Медаль «За отвагу»
- Орден «За заслуги перед Отечеством» II степени
- Медаль «За отличие в охране общественного порядка»
- Нагрудный знак «Почетный сотрудник МВД России»
- Орден «За заслуги перед Республикой Дагестан»
- Медаль «За проявленное мужество» (12 сентября 2024, Дагестан) — за содействие в укреплении государственной безопасности, мужество, отвагу и самоотверженность, проявленные при защите территории Республики Дагестан от международных бандформирований в 1999 году[7]
- Заслуженный сотрудник органов внутренних дел Российской Федерации
- Заслуженный работник правоохранительных органов Республики Дагестан
- Заслуженный юрист Республики Дагестан

## Семья
Женат, имеет двух сыновей и дочь.